# Bahiai hangyászgébics
A bahiai hangyászgébics (Pyriglena atra) a madarak osztályának verébalakúak (Passeriformes) rendjébe és a hangyászmadárfélék (Thamnophilidae) családjába tartozó faj.

## Rendszerezése
A fajt William John Swainson angol ornitológus írta le 1825-ben, a Drymophila nembe Drymophila atra néven.

## Előfordulása
Brazília keleti részén, az Atlanti-óceán partvidékén honos. Természetes élőhelyei a szubtrópusi vagy trópusi síkvidéki esőerdők. Állandó, nem vonuló faj.

## Megjelenése
Testhossza 16–18 centiméter, testtömege 32 gramm körüli.

## Életmódja
Főleg rovarokkal táplálkozik, de pókokat és százlábúakat is fogyaszt.

## Természetvédelmi helyzete
Az elterjedési területe kicsi, széttöredezett és folyamatosan csökken, egyedszáma 600-1700 példány közötti és csökken. A Természetvédelmi Világszövetség Vörös listáján veszélyeztetett fajként szerepel.

## További információ
- Képek az interneten a fajról
- Xeno-canto.org - a faj hangja és elterjedési területe